# Buona fortuna (parte seconda)
Buona fortuna (parte seconda) è il terzo EP del gruppo musicale italiano Modà, pubblicato il 22 aprile 2022 dalla Friends & Partners.

## Tracce
1. Non ti somiglio – 3:48
2. In tutto l'universo – 4:09
3. Amore scolastico – 3:44
4. Oh oh oh – 3:32
5. Tirami l'amore in faccia – 3:35
6. Pensando a te – 3:13

## Classifiche
| Classifica (2022) | Posizione massima |
| ----------------- | ----------------- |
| Italia            | 11                |